# Ашурково (Донецкая область)
Ашурково (укр. Ашуркове) — посёлок, входит в Краматорский городской совет Донецкой области Украины.
Население по переписи 2001 года составляло 19 человек. До 1969 этот посёлок подчинялся Дружковскому горсовету.

## Местный совет
84313, Донецька обл., м. Краматорськ, пл. Миру, 2